# Makrillgäddefiskar
Makrillgäddefiskar (Scomberesocidae) är en familj av fiskar. Makrillgäddefiskar ingår i ordningen näbbgäddartade fiskar, klassen strålfeniga fiskar, fylumet ryggsträngsdjur och riket djur. Enligt Catalogue of Life omfattar familjen Scomberesocidae 4 arter.
Kladogram enligt Catalogue of Life och Artdatabanken:
| makrillgäddefiskar | \| \| Cololabis \| \| \| \| \| \| Scomberesox \| \| \| \| |
|                    | \| \| Cololabis \| \| \| \| \| \| Scomberesox \| \| \| \| |
|                    | Adrianichthyidae                                          |
|                    |                                                           |
|                    | Näbbgäddefiskar                                           |
|                    |                                                           |
|                    | Exocoetidae                                               |
|                    |                                                           |
|                    | Hemiramphidae                                             |
|                    |                                                           |
|                    | Cololabis                                                 |
|                    |                                                           |
|                    | Scomberesox                                               |
|                    |                                                           |

|  | Cololabis   |
|  |             |
|  | Scomberesox |
|  |             |

## Beskrivning
Makrillgäddefiskarna är mycket lika den närstående familjen näbbgäddefiskar. De två släktena Scomberesox och Cololabis har vardera en större art, med en längd av 40–45 cm, och en mindre, med en längd av 7–13 cm. De ingående arterna är långsträckta rovfiskar med små fjäll och förhållandevis liten mun med små tänder. De saknar simblåsa. Baktill på kroppen har familjen flera småfenor av samma typ som makrillfiskarna, vilket har gett familjen dess trivialnamn. Släktet Scomberesox skiljer sig från släktet Cololabis genom att ha kraftigt förlängda käkar.

## Utbredning
Scomberesox förekommer både i Atlanten och Stilla havet, medan Cololabis bara finns i Stilla havet.

## Ekologi
Makrillgäddefiskarna är rovfiskar som lever i den eufotiska zonen (vattenlagret närmast under ytan) i tempererade och tropiska vatten. De är huvudsakligen saltvattensfiskar, men kan gå in i bräckt vatten.